# Mỹ Hạnh Đông
Mỹ Hạnh Đông là một xã thuộc thị xã Cai Lậy, tỉnh Tiền Giang, Việt Nam.

## Địa lý
Xã Mỹ Hạnh Đông nằm phía đông bắc thị xã Cai Lậy, cách trung tâm thị xã 11 km, có vị trí địa lý:
- Phía đông và phía bắc giáp huyện Tân Phước
- Phía tây giáp xã Mỹ Phước Tây và xã Mỹ Hạnh Trung
- Phía nam giáp xã Tân Hội và xã Tân Phú.

Xã Mỹ Hạnh Đông có diện tích 16,10 km², dân số năm 2013 là 8.617 người, mật độ dân số đạt 535 người/km².

## Hành chính
Xã Mỹ Hạnh Đông được chia thành 4 ấp: Mỹ Phú, Mỹ Hội, Mỹ Bình, Mỹ Lương.

## Xã hội

### Giáo dục
Xã có 03 trường (Mầm non, Tiểu học, THCS), có 978 học sinh. 

### Y tế
Xã có 1 trạm y tế: có 1 bác sĩ.

### Văn hóa
Tôn giáo: có 1 chùa (chùa Khánh Hưng tại ấp Mỹ Phú).

## Thư viện ảnh

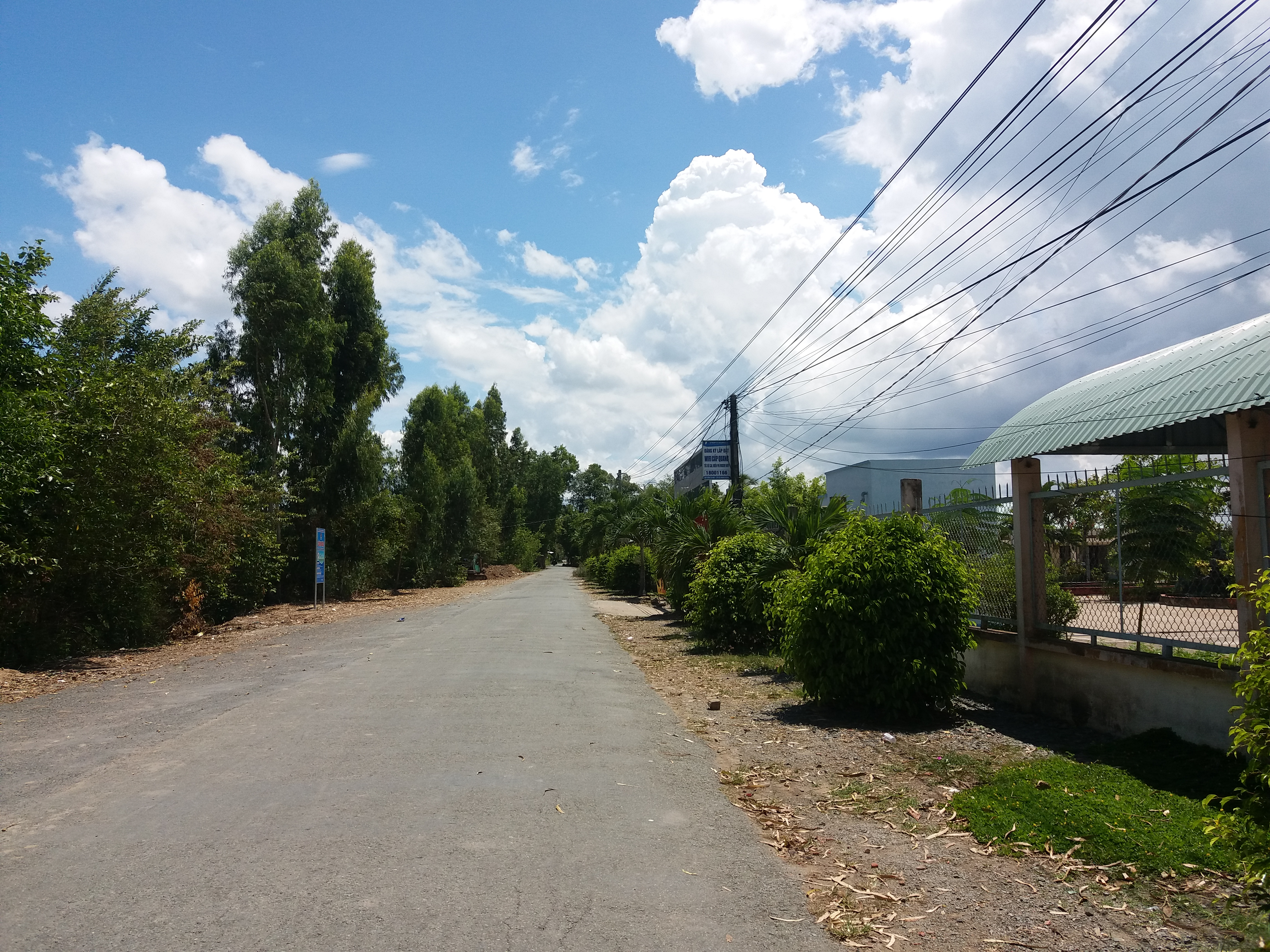
Huyện lộ 53 chạy qua xã, gần chợ Mỹ Hạnh Đông.
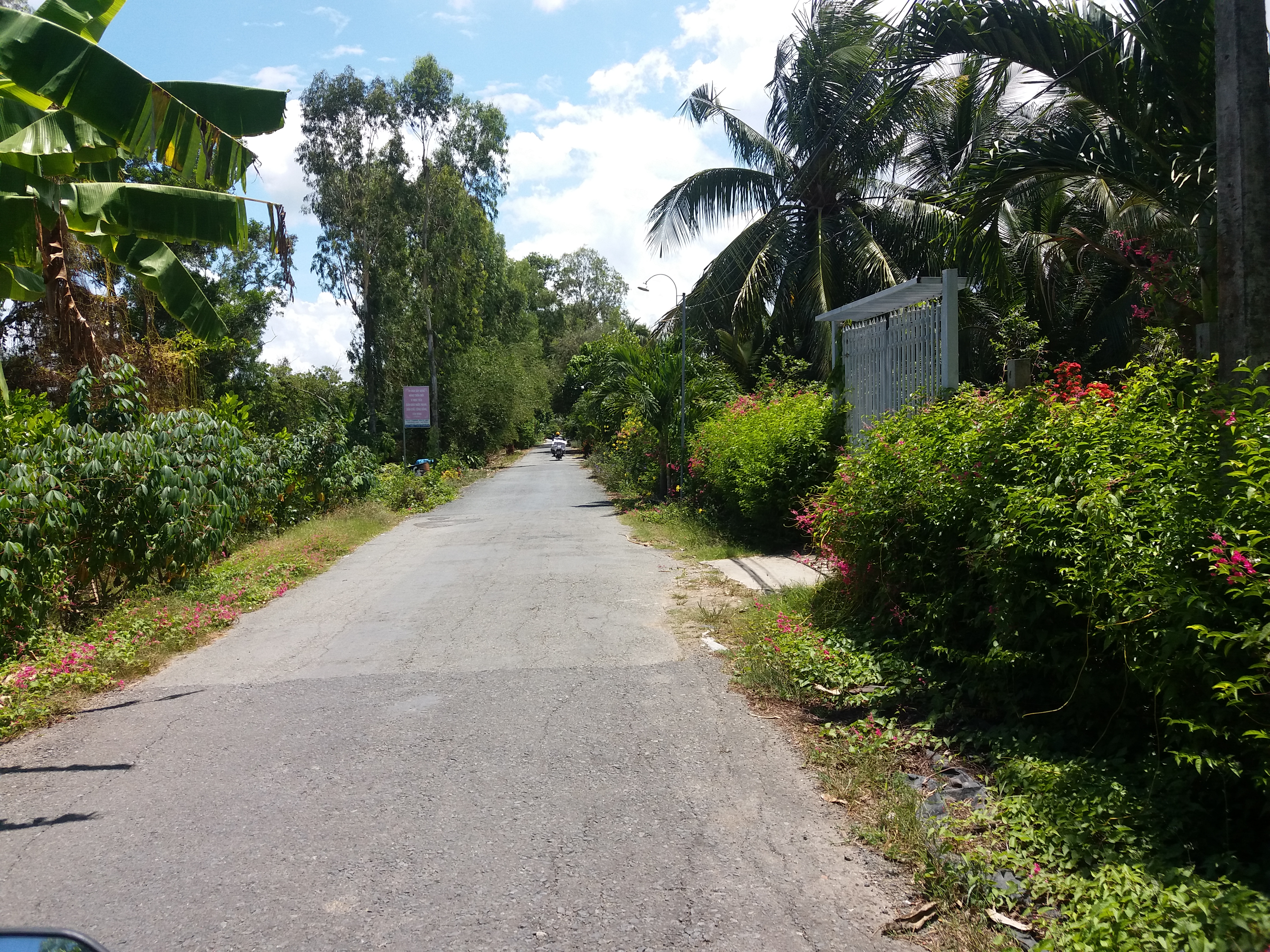
Huyện lộ 53 chạy qua xã.